# Gradac
Gradac je vas v Občini Metlika v Beli krajini. Ime ima po istoimenskem gradu, ki stoji v okljuku reke Lahinje. Glavna predela Gradca sta naselji Klošter in Okljuka.

## Zgodovina
Iz podatkovne zbirke Arhiva Republike Slovenije, ki vsebuje tudi pregled map zemljiških katastrov 19. stoletja, je razvidno, da se med mapami tedanjega Franciscejskega katastra za Kranjsko, ki je nastajal v obdobju od 1823 do 1869, nahaja tudi mapa katastrske občine Gradac z naslednjimi naslovnimi podatki: Gemeinde Gradaz in Illyrien, Kreis Neustadt, Steuer Bezirk Krupp, 1824. 
V Gradcu je od 1858 do 1882 obratovala za tiste čase razmeroma velika železolivarna, v kateri je bilo stalno zaposlenih 50 delavcev, s pridobivanjem rud in zunanjimi deli pa si je prek nje kruh služilo več kot 300 delavcev ter po 20 do 30 voznikov.
18. junija 1944 je bil v krajevni dvorani v Gradcu ustanovljen Rdeči križ Slovenije. V letih 1944/45 je bila v gradu oficirska šola.
Gradac je bil včasih trg, po drugi svetovni vojni do konca junija 1955 pa samostojna občina. Odtlej KS Gradac upravno spada pod občino Metlika, medtem ko v verskem pogledu že od nekdaj spada pod faro Podzemelj. Nekoč bogato kulturno življenje (npr. pustno društvo Gradaški mački, gledališče v krajevni dvorani) je v zadnjih petnajstih letih skoraj povsem zamrlo. Gradaški mački so se med drugim udeležili poletnega karnevala na Kolpi in tam opozorili na propadajoči grad (2009) in pomanjkajo infrastrukturo v Gradcu (2010). Od številnih gostiln (Mazele, Pance, Pri Dimu, Župančič, Rakar) deluje samo gostilna Rakar,  leta 2013 so odprli novo gostilno, ki je zdaj edina v vasi. V zadnjih letih je vse več kritike zaradi neurejnosti in propadanja vasi, gradu in parka oziroma zapiranja trgovin ter druge manjkajoče infrastrukture (npr. kažipotov do pošte, želežniške postaje, vasi Okljuka in pokopališča v Kloštru).

## Zgradbe in znamenitosti
Gradac ima želežniško postajo, pošto (pokriva območje celotne podzemeljske fare), trgovino z bifejem, dve gostilni, nekaj samostojnih podjetnikov, žago in v eni od zgradb nekdanjih silosov za shranjevanje raznih žitaric manjši industrijski obrat za proizvodnjo pripomočkov za cvetličarstvo. V pretektlosti je bilo v vasi kar dosti obrtnikov (kolarji, pečarji in lončarji, kamnoseki, itd). Pri odcepu proti Semiču stoji nekdanji gasilski dom, vendar je v uporabi novi gasilski dom na koncu Gradaca.. V njegovi bližini stoji tudi javna tehtnica, ki pa že skoraj pol stoletja ni več v uporabi. 
 Blizu novega gasilskega doma ob cesti proti Črnomlju so igrišča za košarko, rokomet, mali nogomet, balinanje in odbojko. Travnato letališče se nahaja v približno 2,5 km oddaljenem Prilozju.
Gradac nima več osnovne šole (nekoč je bila v kraju le 4-letna podružnična šola), zato se gradaški otroci v šolo vozijo v 2 km oddaljeni Podzemelj.
Nekaj stavb, poleg tistih znotraj grajskega kompleksa, je bilo v začetku tega tisočletja razglašenih za kulturne spomenike  oziroma uvrščenih na seznam enot nepremične kulturne dediščine, in sicer: Baričina hiša (domačija v obliki črke U), Hanzljeva hiša (na stopnišču je stenska slika belokranjskih noš), Maceletova hiša, v kateri je bila do sredine 80-ih let preteklega stoletja pošta (stavba je bila zgrajena leta 1889, kot je razvidno iz napisa na kamnitem portalu vhodnih vrat; v traktu, ki je povezan s Hanzljevo hišo, je bila dolga leta trgovina), ter Grofova (Pavliničeva) domačija (v hiši je v celoti ohranjena lončarska delavnica s pečjo in dimnikom).

## Grad Gradac
Grad je prvič omenjen 1326, sedanjo klasicistično podobo pa je dobil po prezidavi v 19. stoletju.

## Prihodnost
Kot večje projekte v kraju načrtujejo: posodobitev vodovoda, izgradnjo kanalizacije s čistilno napravo, pločnik, manjšo obrtniško-industrijsko cono v bližini omenjenih silosov in temeljito obnovo gradu Gradac. Metliški župan je obljubil obnovo makadamske ceste proti kamnolomom.

## Osebnosti, povezane z Gradcem
- Jurij Ipavec, slovenski zdravnik in kirurg, * ?, 18. stoletje, † ?.
- sin Franc Ipavec, slovenski zdravnik, * 11. avgust 1776, Gradac v Beli krajini, † 1858. S potomci Franca in žene Katarine so se začele vrstiti generacije glasbenikov in zdravnikov (glej Ipavci).
- Jakob Zearo, kamnoseški mojster, ki je npr. 1871 izdelal kamnit grb metliških graščakov Savinšek, * ?, 19. stoletje, † ?[17]
- Adolf Pirsch, slikar, 4. juli 1858 v Gradcu v Beli krajini, † 28. april 1929 v Gradcu na Štajerskem
- Josip Doltar, livarnar, mlinar, podjetnik, župan Črnomlja, * Gradac, 22. marec 1858 † Črnomelj, 15. 4. 1930

## Galerija
- Mazelletova hiša
- Hanzeljeva hiša
- Baričina hiša
- Mlin pod gradu Gradac
- Notranjost mlina
- Gradaški mački na karnevalu mask na vodi v Podzemelju leta 2010